# Dezimalwaage

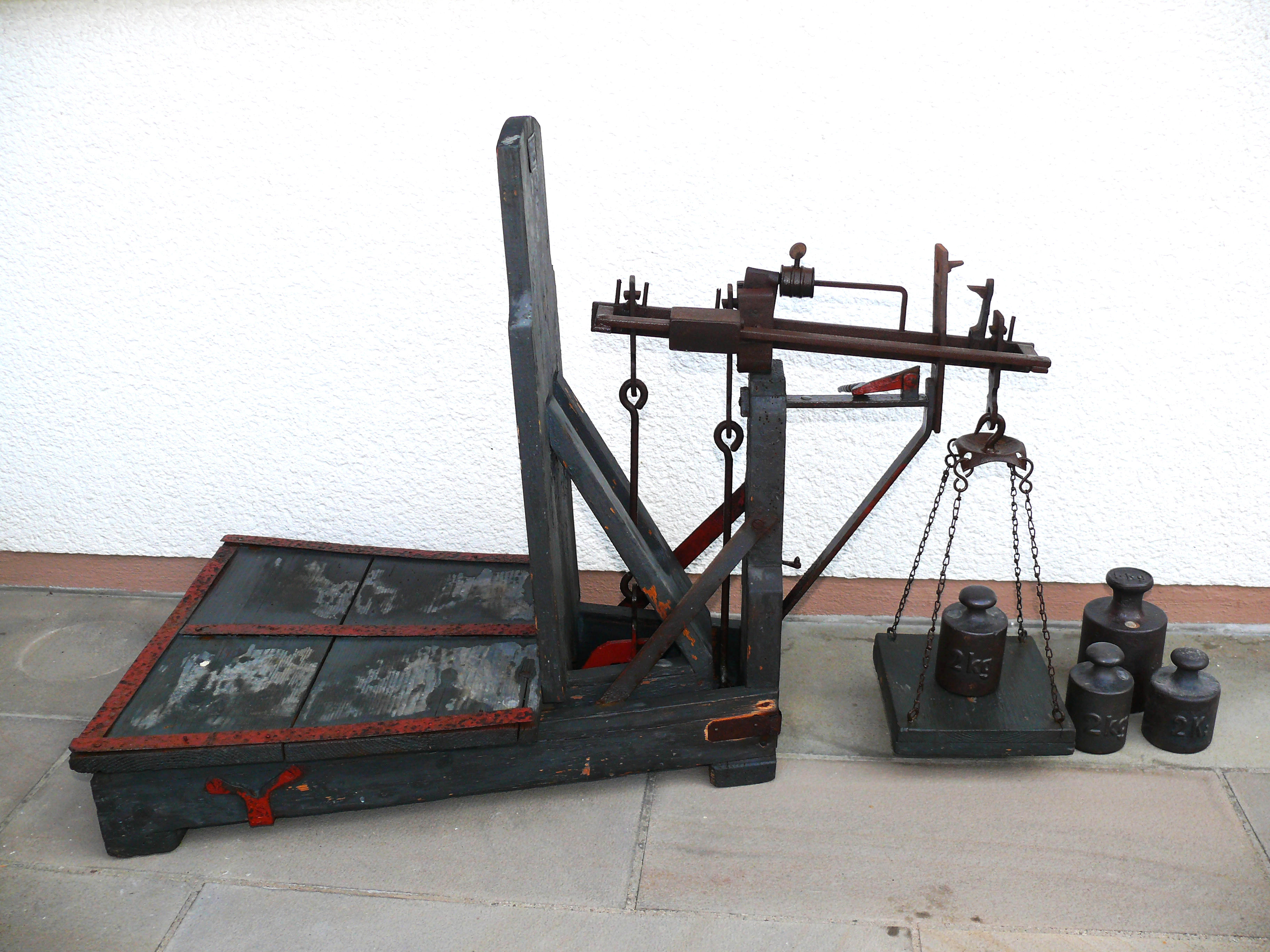
Alte Dezimalwaage: Das Wägegut wird auf der Plattform abgestellt. Sein Gewicht wird teilweise auf den Boden abgetragen und teilweise – an zwei Aufhängepunkten – auf den Hebelarm übertragen.

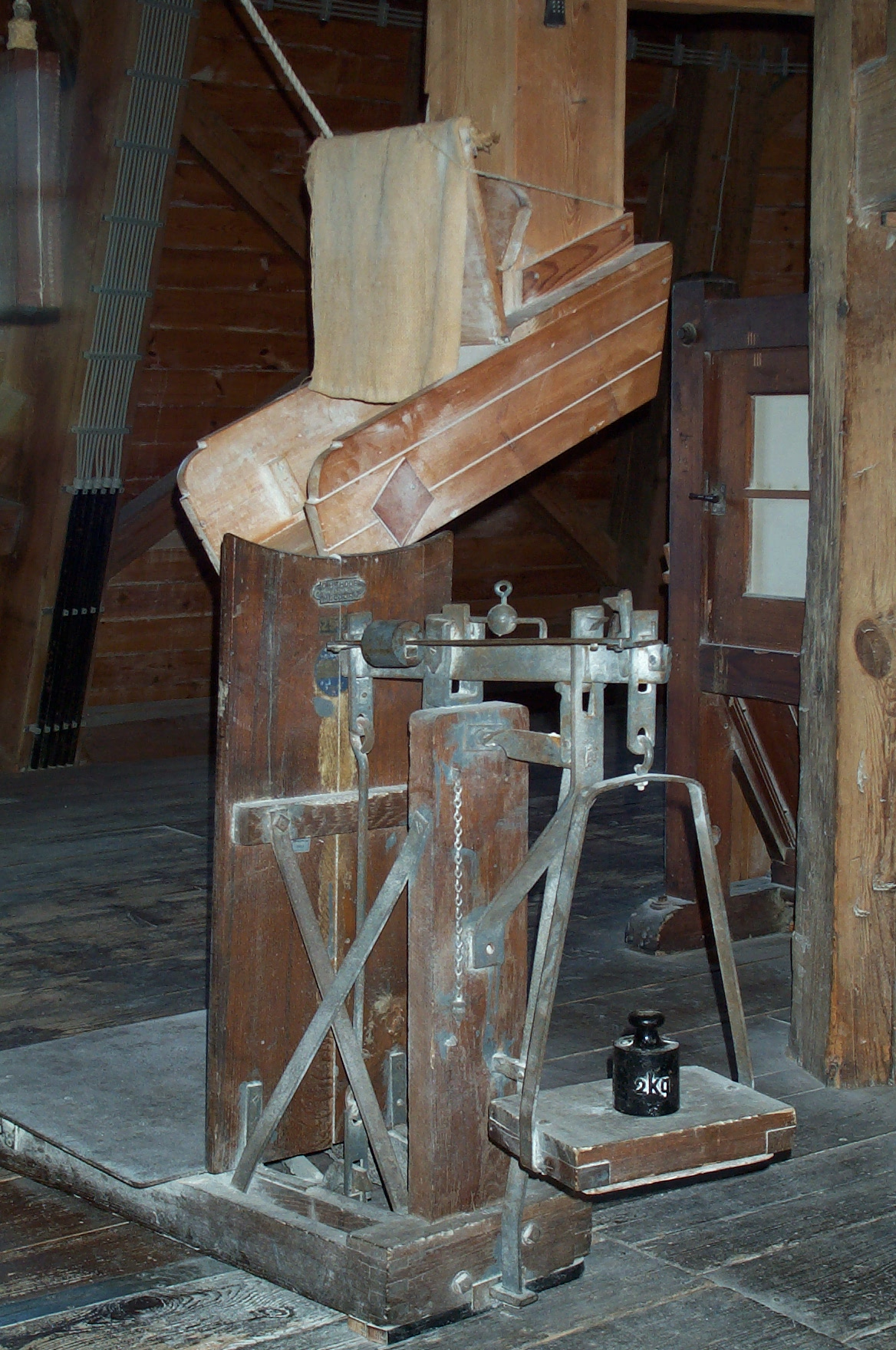
Dezimalwaage am Verwendungsort in einer Mühle

Eine Dezimalwaage, auch Dekawaage oder Dezimalbrückenwaage genannt, ist eine zu einer Brückenwaage abgewandelte Balkenwaage. Das Wägegut wird auf eine Platte (Brücke) gelegt. Die Brücke hängt an einem ihrer Enden an der Lastseite des Waagebalkens. An ihrem anderen Ende stützt sie sich auf einen einarmigen Hebel, der an seinem Drehpunkt mit dem Wagengestell bzw. mit dem Boden verbunden ist.  Das äußere Ende dieses Hebels ist ebenfalls mit der Lastseite des Waagebalkens verbunden. Die Hebelverhältnisse sind so gewählt, dass die Gewichtskraft des Wägegutes durch zehnmal kleinere (deka) Wägegewichte ausgeglichen wird. Der einarmige Zusatzhebel ist erforderlich, damit die Wägung unabhängig von der Lage des Wägegutes auf der Brücke ist.
Früher wurden häufig Mehlsäcke und Kartoffeln mit Dezimalwaagen gewogen, daher ist dieser Waagentyp auch als Sackwaage oder Kartoffelwaage bekannt.

## Beschreibung
Mit der Dezimalwaage können schwere Gegenstände mit nur wenigen, vergleichsweise leichten Gewichten gewogen werden. Die Dezimalwaage ist die bekannteste Form einer Brückenwaage, bei der das Wägeobjekt auf eine Plattform („Brücke“) gelegt wird. Diese Plattform ist über eine Stange, den sogenannten Traghebel, mit dem Waagebalken verbunden, der bei einer Dezimalwaage „Oberbalken“ genannt wird. Ein Teil der Last wird auf einen Unterbalken übertragen, der unter der Plattform liegt. Über eine zweite Stange, den sogenannten Zwischenhebel, ist auch der Unterbalken mit dem Oberbalken verbunden.
Der Unterbalken ist so verbaut, dass er als Hebelarm wirkt. Ein Teil des Gesamtgewichts wird dadurch auf den Boden abgeleitet. Traghebel und Zwischenhebel übertragen zusammen also nur einen Teil des Gesamtgewichts auf den Oberbalken:
- Die Aufhängung des Traghebels liegt sehr nah am Drehpunkt des Oberbalkens. Deshalb erzeugt der Traghebel nur ein geringes Drehmoment am Oberbalken, obwohl er relativ viel Gewicht überträgt.
- Die Aufhängung des Zwischenhebels ist weiter vom Drehpunkt entfernt. Der Zwischenhebel überträgt aber nur einen kleinen Anteil des Gesamtgewichts, so dass er ebenfalls kein großes Drehmoment bewirkt.

Auf der Gegenseite genügt somit nach dem Hebelgesetz ein vergleichsweise kleines Gewicht zum Ausgleich des Drehmoments. Die Dezimalwaage ist so konstruiert, dass mit den aufgelegten Standardgewichten jeweils die zehnfache Wägemasse aufgewogen wird. Die bedeutet bei größeren Gewichtslasten eine entscheidende Verbesserung gegenüber der gleicharmigen Balkenwaage.

## Geschichte
Die im deutschsprachigen Raum gebräuchliche Dezimalwaage geht auf den Benediktinermönch Friedrich Alois Quintenz (* 1774 in Gengenbach; † 1822 in Straßburg) zurück. Quintenz verbesserte die von dem Uhrmacher Jean-Baptiste Schwilgué konstruierte Dezimal-Brückenwaage, indem er die bei der Schwilgué-Dezimalwaage noch obenliegende Brücke nach unten verlegte. Mit der im Jahr 1821 in Straßburg zum Patent angemeldeten Quintenz-Dezimalwaage wurde die Gewichtsbestimmung vergleichsweise großer Massen wesentlich erleichtert, denn nun musste das schwere Wägegut nicht mehr allzu hoch gehoben werden.